# Huberia striata
Huberia striata är en myrart som först beskrevs av Smith 1876.  Huberia striata ingår i släktet Huberia och familjen myror. Inga underarter finns listade i Catalogue of Life.

## Bildgalleri

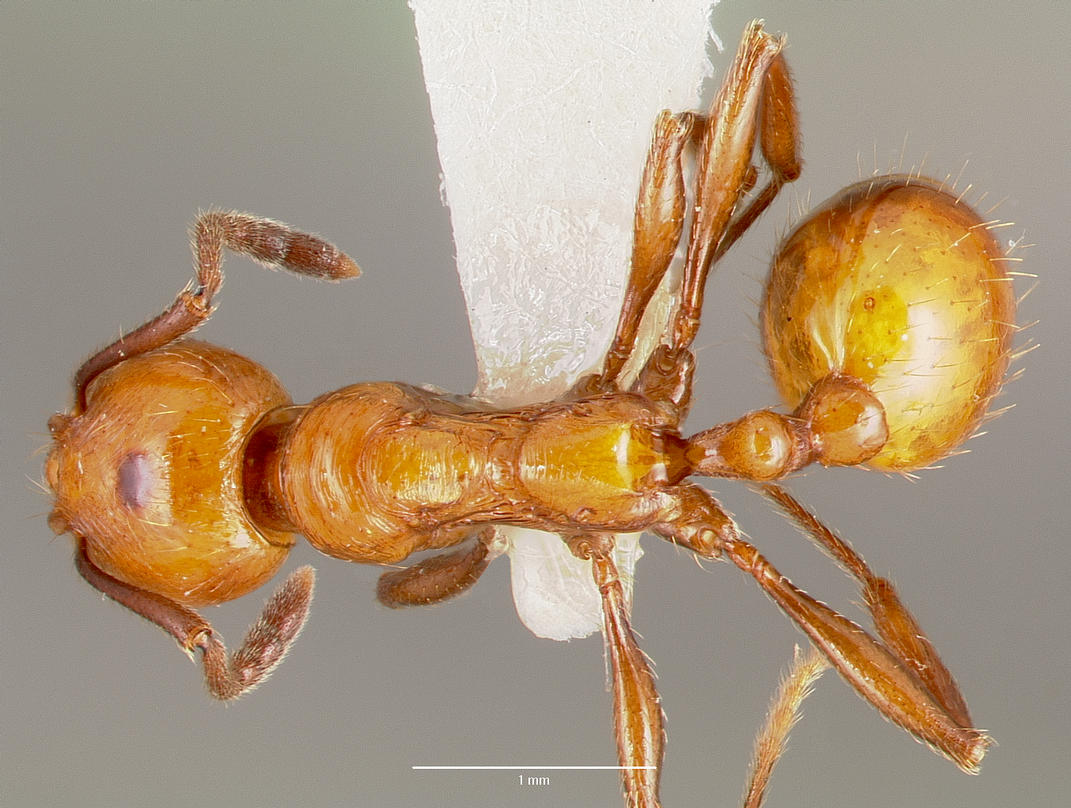
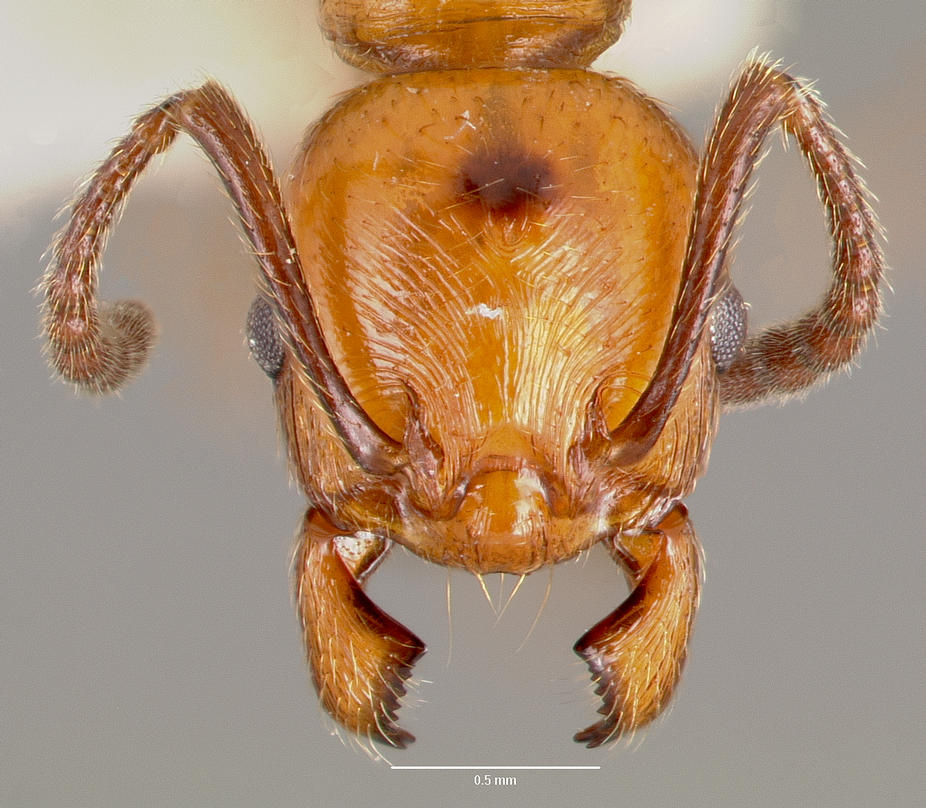
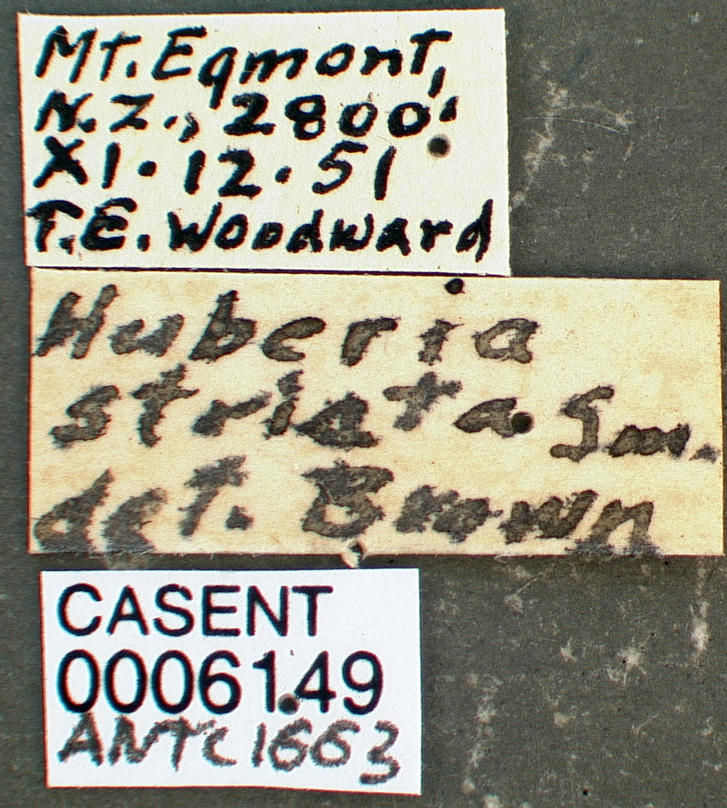
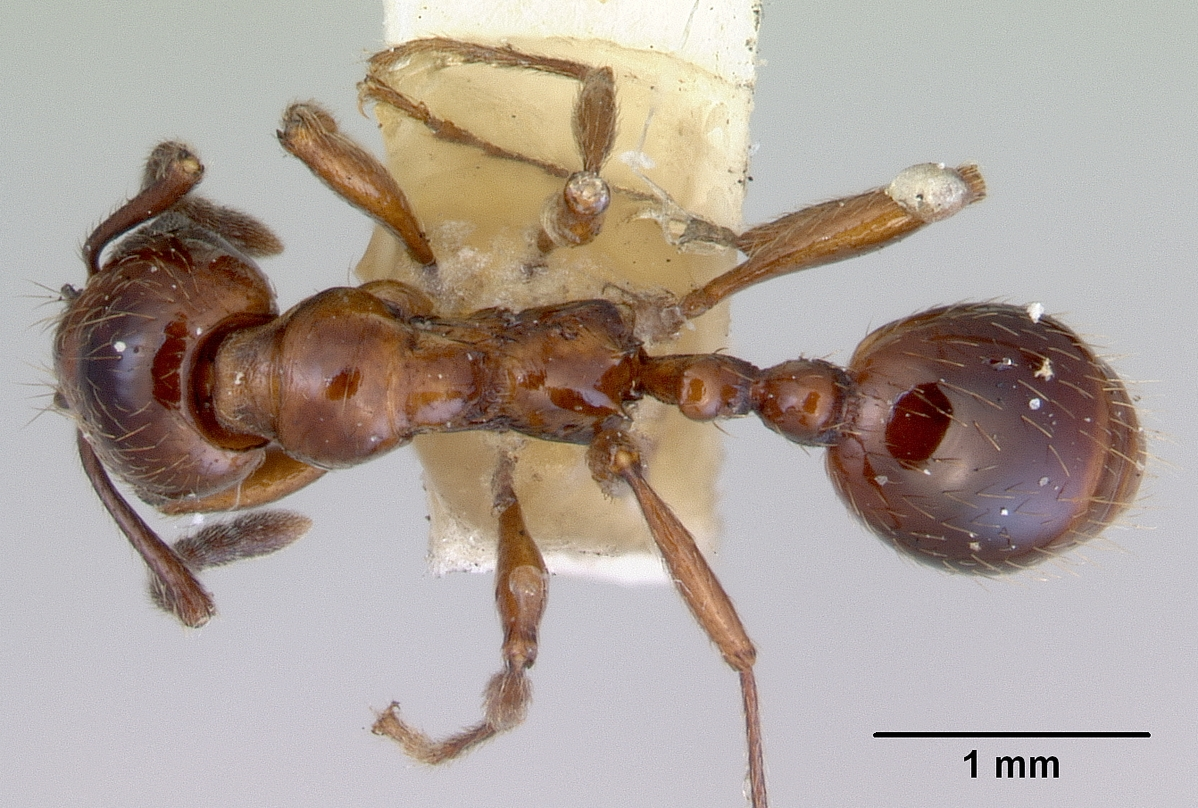
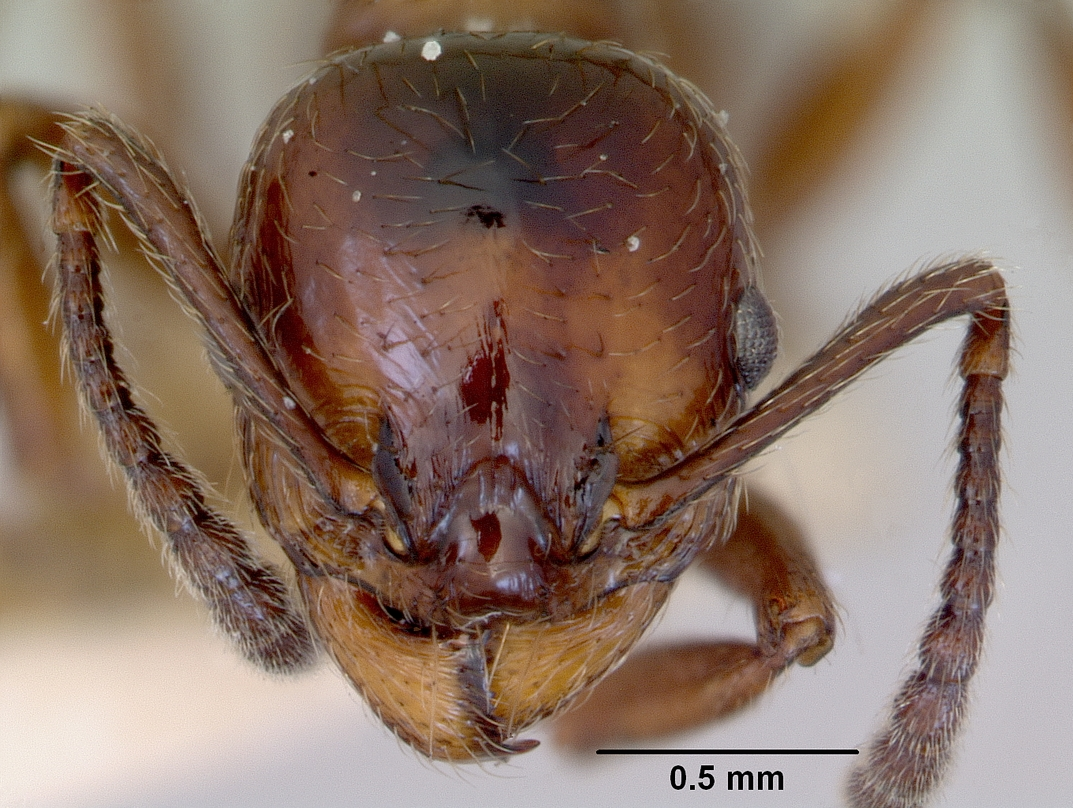
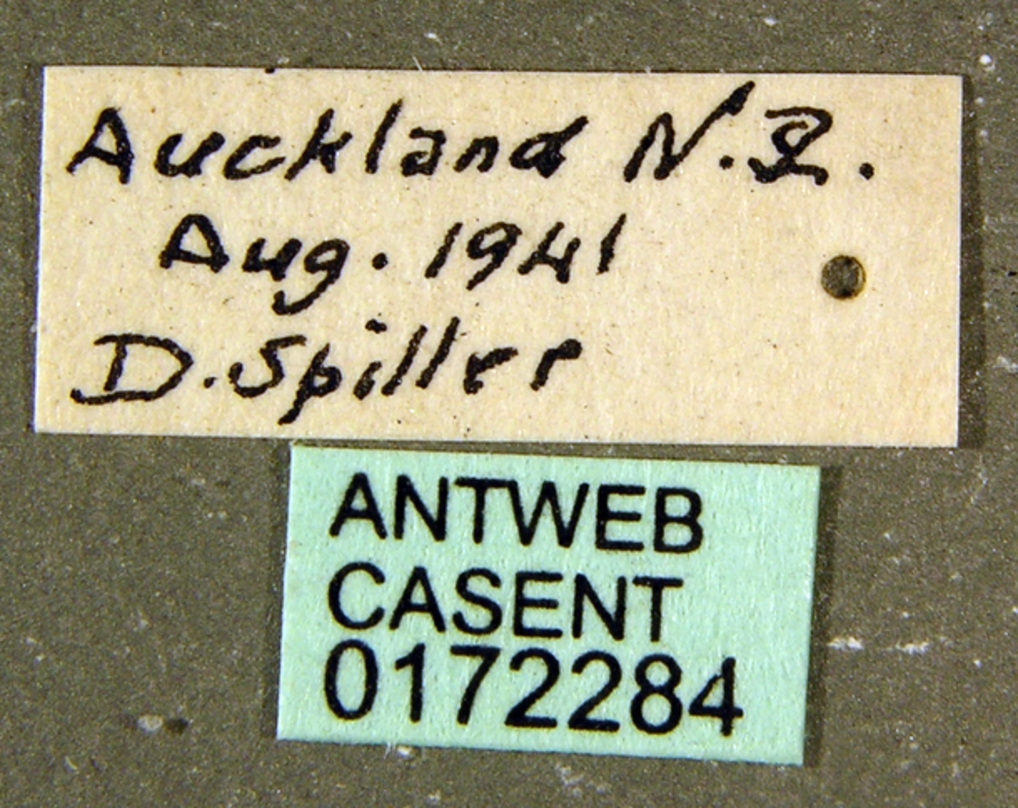